# Expansió del fons oceànic

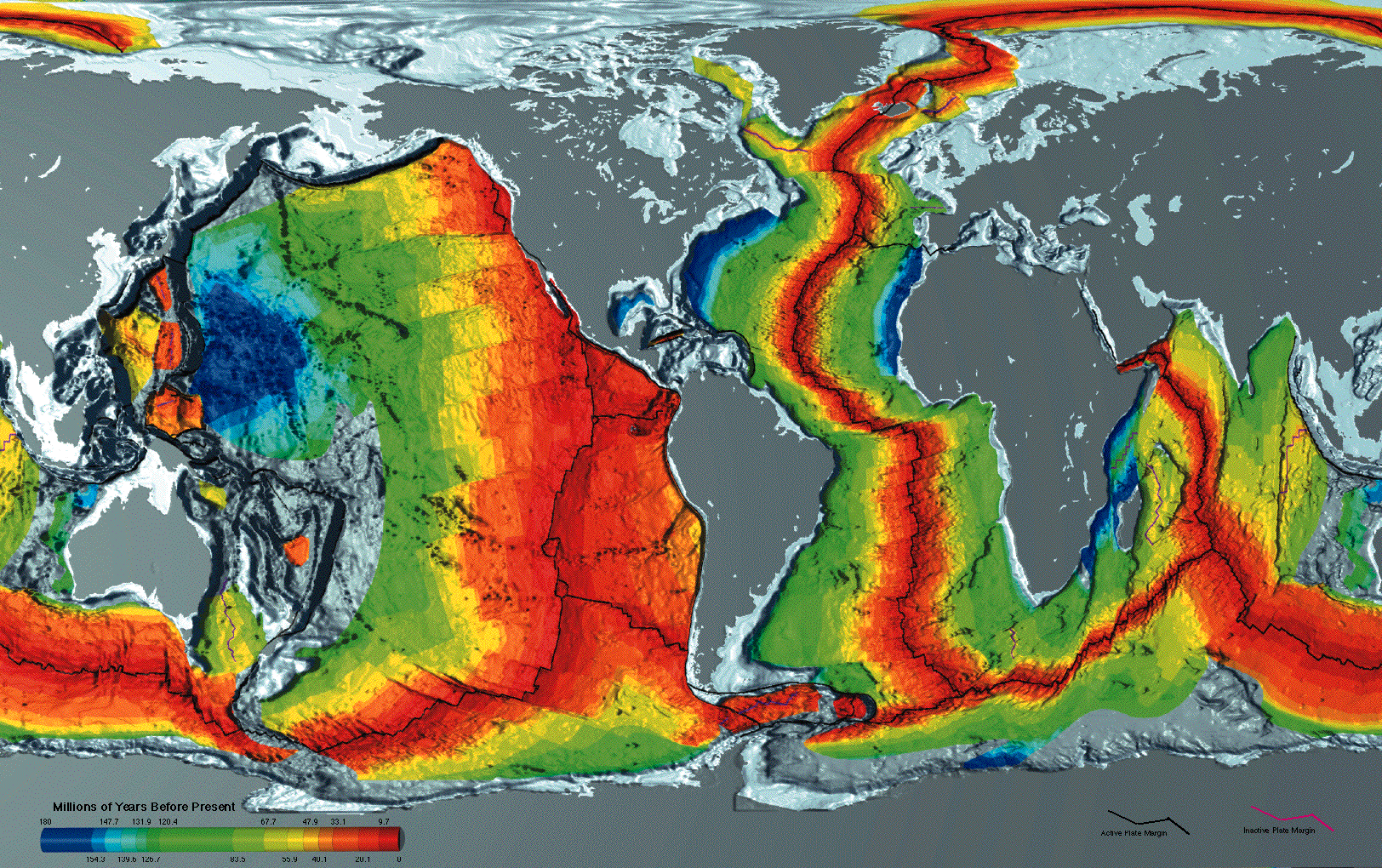
Edat del fons oceànic. En vermell el més jove i en blau el més antic

L'expansió del fons oceànic és l'augment de la superfície dels fons oceànics per aportació de materials magmàtics profunds a través de les dorsals oceàniques, els quals s'incorporen a l'escorça oceànica.
L’aportació de nous materials allunya els més antics de la dorsal i a mesura que l’oceà s'eixampla, els continents es desplacen. Com que el diàmetre de la Terra no augmenta, la formació d'escorça oceànica és compensada per una destrucció de litosfera a les zones de subducció. L’aportació de nous materials allunya els més antics de la dorsal i a mesura que l’oceà s'eixampla els continents es desplacen. Com que el diàmetre de la Terra no augmenta, la formació d’escorça oceànica és compensada per una destrucció de litosfera a les zones de subducció.
L'expansió s'origina a les dorsals oceàniques, on es forma nova escorça oceànica per mitjà de l'activitat volcànica i el moviment gradual del fons allunyant-se de la dorsal. Al centre de les dorsals oceàniques es localitzen principalment els rifts, zones que es produeixen degut a la separació de les plaques tectòniques i la seva presència produeix sismes i activitat volcànica recurrent.
Els rifts mesoceànics, són límits constructius entre plaques tectòniques en l'eix de les dorsals oceàniques, on l'ascens de magma provoca un aixecament de l'escorça continental creant un desplaçament en la superfície. D'aquesta manera es poden originar nous oceans, segons la teoria de l'expansió del fons oceànic, el que implica la separació de les dues masses (tectònica de plaques) fent que totes dues es desplacin en sentits oposats i provocant una ruptura continental que amb el temps poden formar límits destructius generant així processos de subducció.

## Desenvolupament de les conques oceàniques
A mesura que el concepte d'expansió del fons marí va guanyar acceptació a finals dels anys 60, les conseqüències per a la geologia van començar a aflorar gradualment. Un dels primers a reconèixer com es podia aplicar la tectònica de plaques al registre geològic va ser J. Tuzo Wilson (1965). Si els continents es divideixen per formar conques oceàniques, altres oceans s'han de tancar. Això es pot repetir al llarg de la història de la Terra. Exemple: l'oceà Iapetus entre Anglaterra i Escòcia al Paleozoic inferior, tancat al Caledonià, es va obrir posteriorment a l'Atlàntic, quasi al mateix lloc.
El cicle es coneix com el Cicle de Wilson: 
1. Rifting dels continents pel diapirisme del mantell
2. Deriva continental, propagació del fons marí i formació de conques oceàniques
3. Tancament progressiu de les conques oceàniques per subducció de la litosfera oceànica
4. Col·lisió continental i tancament final de la conca oceànica

### Zones d'expansió
Allà on dues plaques se separen s'obren fissures per on aflora el basalt calent que, en solidificar-se, solda les vores d'ambdues plaques. Si l'ascens magmàtic s'esdevé en una conca aoceànica, engendra dorsals. En un continent l'expansió es pot traduir en fosses com les de la Gran vall del Rift. Separació màxima de 10 cm/any.

### Zones de compressió
Es desenvolupen quan el vorell d'una placa xoca contra una altra. Si la col·lisió és ràpida (6 a 10 cm/any) una placa s'ensonsa per sota l'altra i produeix subducció, al mateix ritme que creix la zona expandida. A la profunda fossa de subducció es dissol la laca i es generen volcans i garlandes insulars en el medi oceànic, mentre que a les vores continentals s'originen serralades plegades. Si la velocitat de col·lisió és inferior, les plaques s'encorben cap al fons i formen un feix de nous plegaments.

## Expansió incipient
L'expansió del fons marí comença com un rift en una placa continental. El procés s'inicia amb un escalfament a la base de la placa continental que la converteix en un material més plàstic i menys dens. Com que els objectes menys densos "suren" sobre els més densos, l'àrea que s'escalfa s'abomba, com preveu la isostàsia, i es transforma en una àmplia volta. A mesura que s'alça, es produeixen fractures que gradualment es converteixen en rifts.
El sistema típic de rifts consisteix en tres braços divergents, separats cada un amb un angle de 120º. Aquestes àrees es denominen triple cruïlla o triple junció, i poden trobar-se en diversos llocs de la Terra i són fàcilment identificables.

## Falles de transformació
Les falles de transformació són un dels tres tipus bàsics de límits de plaques en la tectònica de plaques. S'anomenen límits de plaques "conservadors" ja que, a diferència dels centres d'extensió divergents i les zones de subducció/col·lisió convergents, el material de les plaques no es crea ni es destrueix. Cinemàticament, les falles de transformació són falles de lliscament que solen unir els altres dos tipus de límits de plaques. El descobriment dels límits de plaques transformades (Wilson, 1965) va tenir un paper fonamental en el desenvolupament de la teoria de la tectònica de plaques, ja que es va observar que seguien la traça de "cercles petits" segons la geometria esfèrica euleriana (Morgan, 1968).
Les falles transformades poden ser oceàniques o continentals, segons el tipus d'escorça que tallen. En la majoria dels casos, les falles de transformació del fons oceànic estan relacionades amb estructures de creixement de les plaques encara que hi ha excepcions (Hey et al., 1980), ja que habitualment s'adapten a moviments horitzontals progressius entre dues dorsals oceàniques adjacents: falles de transformació dorsal-cresta. També hi ha falles de transformació entre dorsals i rases oceàniques (Zona de fracturació de Mendocino) i entre rases oceàniques (Falla Alpina; dorsal del Nord d'Escòcia).